# Leucophenga bellula
Leucophenga bellula är en tvåvingeart som först beskrevs av Ernst Evald Bergroth 1894.  Leucophenga bellula ingår i släktet Leucophenga och familjen daggflugor. Inga underarter finns listade i Catalogue of Life.